# XBIZ Award for MILF Performer of the Year
L'XBIZ Award for MILF Performer of the Year è un premio pornografico assegnato all'attrice MILF votata come migliore dalla XBIZ, l'ente che assegna gli XBIZ Awards, uno dei maggiori premi del settore.
Come per gli altri premi, viene assegnato nel corso di una cerimonia che si svolge a Los Angeles, solitamente nel mese di gennaio, dal 2011.

## Vincitrici e candidate

### Anni 2010
| Anno            | 2011 | 2012         | 2013 | 2014 | 2015 | 2016 | 2017 | 2018 | 2019 |
| --------------- | --- | ------------ | --- | --- | --- | --- | --- | --- | --- |
| Vincitrice      | Lisa Ann | India Summer | Tanya Tate | Julia Ann | Kendra Lust | Kendra Lust | Cherie DeVille | Brandi Love | Bridgette B |
| Altre candidate | Julia Ann Diana Doll Diamond Foxxx Alia Janine Dyanna Lauren Francesca Lé Kelly Madison India Summer Tanya Tate |              | Ava Addams Julia Ann Lisa Ann Veronica Avluv Vanilla DeVille Nina Hartley Francesca Lé Devon Lee Kendra Lust Elexis Monroe Priya Rai Raylene Samantha Ryan India Summer | Alana Evans Ariella Ferrera Dana Vespoli Francesca Lé India Summer Jodi West Kelly Madison Kendra Lust Lisa Ann Nikita Von James Tanya Tate Samantha Ryan Veronica Avluv | Ava Addams Julia Ann Lisa Ann Veronica Avluv Nina Elle Francesca Lé Brandi Love Kelly Madison Phoenix Marie India Summer Tanya Tate Dana Vespoli Nikita Von James Jodi West | Ava Addams Julia Ann Veronica Avluv Mercedes Carrera Cherie Deville Nina Elle Ariella Ferrera Nina Hartley Brandi Love Phoenix Marie India Summer Sarah Vandella Dana Vespoli Jodi West | Ava Addams Julia Ann Veronica Avluv Briana Banks Mercedes Carrera Nina Elle Alexis Fawk Brandi Love Kendra Lust Phoenix Marie India Summer Tanya Tate Sarah Vandella Jodi West | Alexis FawkAriella Ferrera Briana Banks Bridgette B Cherie Deville Francesca Lé India Summer Julia Ann Kendra Lust Mercedes Carrera Nina Elle Phoenix Marie Reagan Foxx Sarah Vandella | Julia Ann Lisa Ann Veronica Avluv Mercedes Carrera Cherie Deville Nina Elle Alexis Fawk Reagan Foxx Sara Jay Brandi Love Kendra Lust Richelle Ryan India Summer Sarah Vandella |

### Anni 2020
| Anno            | 2020 | 2021 | 2022 | 2023 | 2024 | 2025 |
| --------------- | --- | --- | --- | --- | --- | --- |
| Vincitrice      | Bridgette B | Cherie DeVille | Alexis Fawx | Reagan Foxx | Lauren Phillips | Penny Barber |
| Altre candidate | Aaliyah LoveAlexis Fawk Brandi Love Britney Amber Brooklyn Chase Nina Elle Dee Williams India Summer Kendra Lust Nina Elle Reagan Foxx Richelle Ryan Ryan Keely Sarah Vandella | Alexis Fawk Alura Jenson Brandi Love Bridgette B Britney Amber Brooklyn Chase Dee Williams Kit Mercer London River Mona Wales Reagan Foxx Ryan Keely Sarah Vandella Silvia Saige | Bridgette B Rachael Cavalli Cherie Deville Reagan Foxx Ryan Keely Aaliyah Love Brandi Love Natasha Nice Lauren Phillips London River Jessica Ryan Silvia Saige Sarah Vandella Dee Williams | Bridgette B Penny Barber Cory Chase Cherie DeVille Alexis Fawx Ryan Keely Aaliyah Love Syren De Mer Natasha Nice Lauren Phillips London River Richelle Ryan Silvia Saige Dee Williams | Bridgette B Penny Barber Rachael Cavalli Cherie DeVille Alexis Fawx Reagan Foxx Ryan Keely Lexi Luna Syren De Mer Natasha Nice Arabelle Raphael London River Shay Sights Dee Williams | Bridgette B Cory Chase Cherie DeVille Alexis Fawx Charlie Forde Reagan Foxx Brandi Love Lexi Luna Natasha Nice Lauren Phillips London River Richelle Ryan Shay Sights Dee Williams |